# Ivato (Vondrozo)
Pour les articles homonymes, voir Ivato.
Ivato est une commune urbaine malgache située dans la partie nord-ouest de la région d'Atsimo-Atsinanana.